# Wincanton Classic de 1993
A 5.ª edição da Wincanton Classic teve lugar em 15 de agosto de 1993. Conseguida pelo Italiano Alberto Volpi, da equipa Mecair-Ballan, é a sétima prova da Copa do mundo.

## Classificação final
| Pos. | Ciclista            | Equipa                | Tempo           |
| ---- | ------------------- | --------------------- | --------------- |
| 1    | Alberto Volpi       | Mecair-Ballan         | 5 h 41 min 22 s |
| 2    | Jesper Skibby       | TVM-Bisonte Kit       | + 3 s           |
| 3    | Maurizio Fondriest  | Lampre-Polti          | m.t.            |
| 4    | Maximilian Sciandri | Motorola              | m.t.            |
| 5    | Lance Armstrong     | Motorola              | + 36 s          |
| 6    | Gert-Jan Theunisse  | TVM-Bisonte Kit       | m.t.            |
| 7    | Heinz Imboden       | Mecair-Ballan         | m.t.            |
| 8    | Johan Museeuw       | GB-MG Boys Maglificio | + 6 min 30 s    |
| 9    | Andreas Kappes      | Mecair-Ballan         | m.t.            |
| 10   | Scott Sunderland    | TVM-Bisonte Kit       | m.t.            |